# Ciclotimia
Ciclotimia ou transtorno ciclotímico é um tipo de transtorno bipolar. Traz mudanças de humor em poucos dias, faz parte do espectro bipolar e consiste em recorrentes variações de humor, variando entre hipomania e distimia ou depressão. Um único episódio de hipomania é suficiente para diagnosticar a ciclotimia, entretanto, a maior parte dos afetados também sofrem com períodos de distimia. O diagnóstico da ciclotimia não é feito quando há um histórico de episódios de mania ou depressão profunda. A percentagem da população que sofre com a moléstia gira em torno de 0.4% a 1%. A frequência é igual para homens e mulheres, mas normalmente as mulheres procuram tratamento mais rapidamente.

## Características
A ciclotimia é considerada uma versão mais branda do distúrbio bipolar, uma vez que os episódios de hipomania e depressão tendem a ser de menor duração (cerca de quatro dias ou menos) e de menor gravidade.
A fase hipomaníaca é caracterizada por bom humor, pensamentos rápidos, maior socialização e produtividade, enquanto distimia é o oposto.

## Causas
Biológica
- Familiar: O indivíduo é 2/3 mais propenso a ter a doença se algum familiar imediato a possui ou se um gêmeo idêntico sofre da moléstia. Gêmeos idênticos apresentam ambos depressão em uma taxa de 59%.[3]
- Sexo: Hereditariamente para mulheres em 36% a 44%; para homens, 18% a 24%
- Genética: Os mesmos genes podem contribuir para depressão e ansiedade.
- Serotonina – Serotonina regula outros neurotransmissores como norepinefrina e dopamina. Quando a serotonina está baixa, ocorrem flutuações nas taxas dos demais neurotransmissores, causando irritabilidade, impulsividade e irregularidades de humor, como distimia e depressão.
- Cortisol – Indivíduos depressivos podem ter altos níveis de cortisol. Ele é um hormônio que causa estresse e transtornos de humor ocorrem durante fatos estressantes da vida da pessoa. Elevados níveis de hormônios de estresse podem afetar o hipocampo, um importante centro cerebral para a memória e processos cognitivos. A produção elevada de cortisol impacta a habilidade do cérebro em regenerar os neurônios do hipocampo.

Psicológica
- Eventos estressantes, assim percebidos pelo indivíduo - demissão, romper um relacionamento afetivo, mudança de identidade, desastres naturais, sentimentos extremos, padrões de pensamento negativo, sentimentos de desamparo e desesperança aprendidos.

Social
- O ambiente influência a doença entre 60% e 80% das vezes.
- Má convivência familiar [4]

## Diagnóstico

### DSM-IV-TR
- Durante os primeiros dois anos da doença, o paciente é incapaz de discernir ou qualificar seus sintomas entre o Transtorno Bipolar de Humor tipo I ou Depressão Profunda.
- Os sintomas são persistentes por pelo menos dois anos, períodos em que sintomas de hipomania são leves e depressão ou distimia não são tão profundos para ser qualificados como Depressão Profunda.
- O maior tempo em que o paciente está livre dos sintomas dura aproximadamente dois meses.
- A doença não pode ser qualificada como Transtorno Esquizo-afetivo, Esquizofrenia, Transtorno Delusional ou Transtorno Psicótico.
- Os sintomas não são diretamente causados pelo uso de medicamentos.
- Os sintomas causam ao paciente significantes problemas no trabalho, vida social ou privada.
- Uma pessoa com essa doença pode experimentar lapsos de euforia, aumento de energia, precisando dormir menos nessa fase. Isso normalmente é seguido por uma fase de depressão, em que pensamentos de negatividade e tristeza advêm sem nenhuma razão. A dificuldade em lidar com os lapsos e alternações de humor dificultam a vida do paciente.

### CID-10
Um persistentemente instável humor, envolvendo vários períodos de depressão e euforia. Essa instabilidade freqüentemente se desenvolve na adolescência e segue um curso crônico, embora o humor volte ao normal por curtos períodos de tempo (poucos meses). As alterações de humor são normalmente percebidas pelo afetado como sendo desvinculadas a eventos de seu cotidiano. O diagnóstico é difícil de se estabelecer sem um prolongado período de observação ou sem um conhecimento profundo do passado do afetado, o que normalmente não ocorre. Por causa das alterações de humor serem relativamente brandas em relação aos transtornos mórbidos (que envolvem tentativas factuais de suicídio, por exemplo), ciclotimia dificilmente recebe atenção médica antes do problema se agravar. Em alguns casos isto pode se dever ao fato de que as mudanças cíclicas de humor não são tão proeminentes quanto mudanças cíclicas de atividade, auto-confiança, sociabilidade ou transtornos alimentares. O transtorno pode ser identificado em adolescentes e jovens adultos, mas também é encontrado em pessoas mais velhas.
A característica essencial da doença é a persistente instabilidade do humor, envolvendo períodos de depressão e euforia, sendo que nenhum é suficientemente forte para ser caracterizado como depressão mórbida ou episódio maníaco. Também não preenche as definições de Transtorno Bipolar ou Depressão Profunda.

## Diagnóstico
A doença é comum em quem possui parentes com Transtorno Bipolar tipo I e alguns indivíduos com Ciclotimia acabam desenvolvendo o transtorno. Ela pode persistir durante a vida adulta, cessar temporariamente ou permanentemente, ou evoluir para casos mais severos, encontrando os critérios para a desordem bipolar ou, mais raramente, recorrentes episódios de depressão mórbida.

## Sinais e sintomas

### Fase distímica
Pode incluir os seguintes sintomas:
- Dificuldade em tomar decisões;
- Problemas de concentração e memória;
- Sentimento de culpa;
- Autocrítica excessiva;
- Baixa auto-estima;
- Pensamentos auto-destrutivos (suicidas);
- Sentimento contínuo de tristeza;
- Apatia;
- Perda de esperança;
- Irritabilidade;
- Falta de motivação;
- Afastamento do convívio social;
- Mudanças de apetite;
- Falta de desejo sexual;
- Auto-negligência;
- Fadiga e/ou insônia

### Fase eufórica
Pode incluir os seguintes sintomas:
- Comportamento não usual de bom humor e motivação;
- Otimismo extremo;
- Megalomania;
- Impulsividade;
- Impaciência;
- Fala rápida e mudanças constante de tema;
- Pensamentos rápidos;
- Agressividade ou comportamento hostil;
- Falta de consideração com os demais;
- Agitação;
- Comportamento arriscado;
- Aumento de atividade física;
- Aumento do desejo sexual;
- Lapsos de prodigalidade (gastos excessivos);
- Diminuição da necessidade de dormir;
- Falta de concentração.

## Tratamento

### Exercícios
É repetidamente demonstrado que atividade física pode ajudar a controlar e regular a instabilidade emocional.[carece de fontes?]

### Medicação
Existem diversas possibilidades com eficiência variável dependendo dos sintomas do paciente:
- Sal de lítio  (estabilizante de humor)
- Anticonvulsivos (como Lamotrigina)
- Antipsicóticos atípicos (como Quetiapina. Olanzapina e Risperidona
- Ansiolíticos (soníferos, como Olcadil)
- Antidepressivos

### Terapia
- Terapia cognitivo-comportamental (TCC)
- Psicoterapia interpessoal
- Psicoterapia de grupo
- Psicodinâmica